# Хор (архітектура)

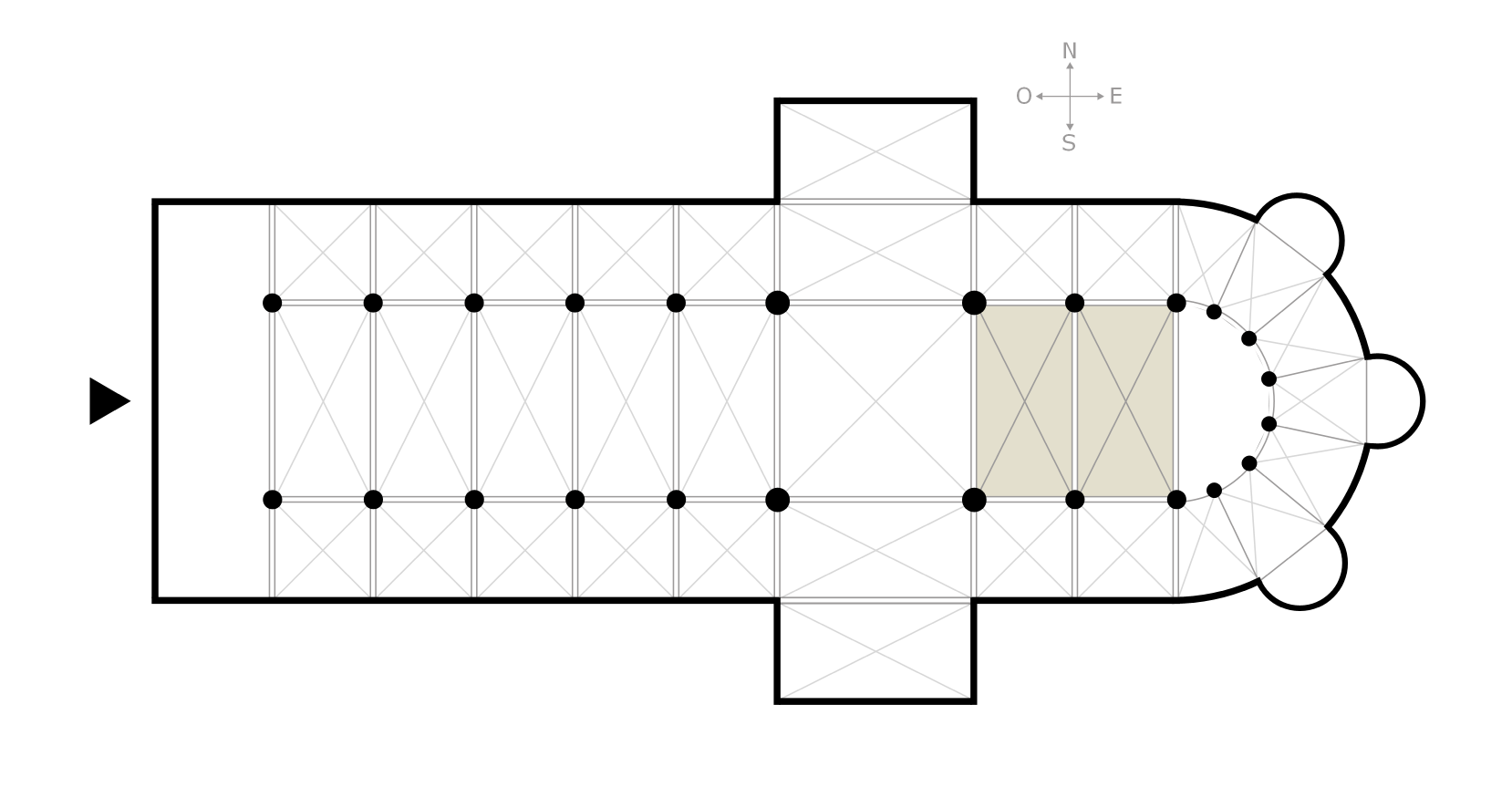
Місце хору на плані церкви.

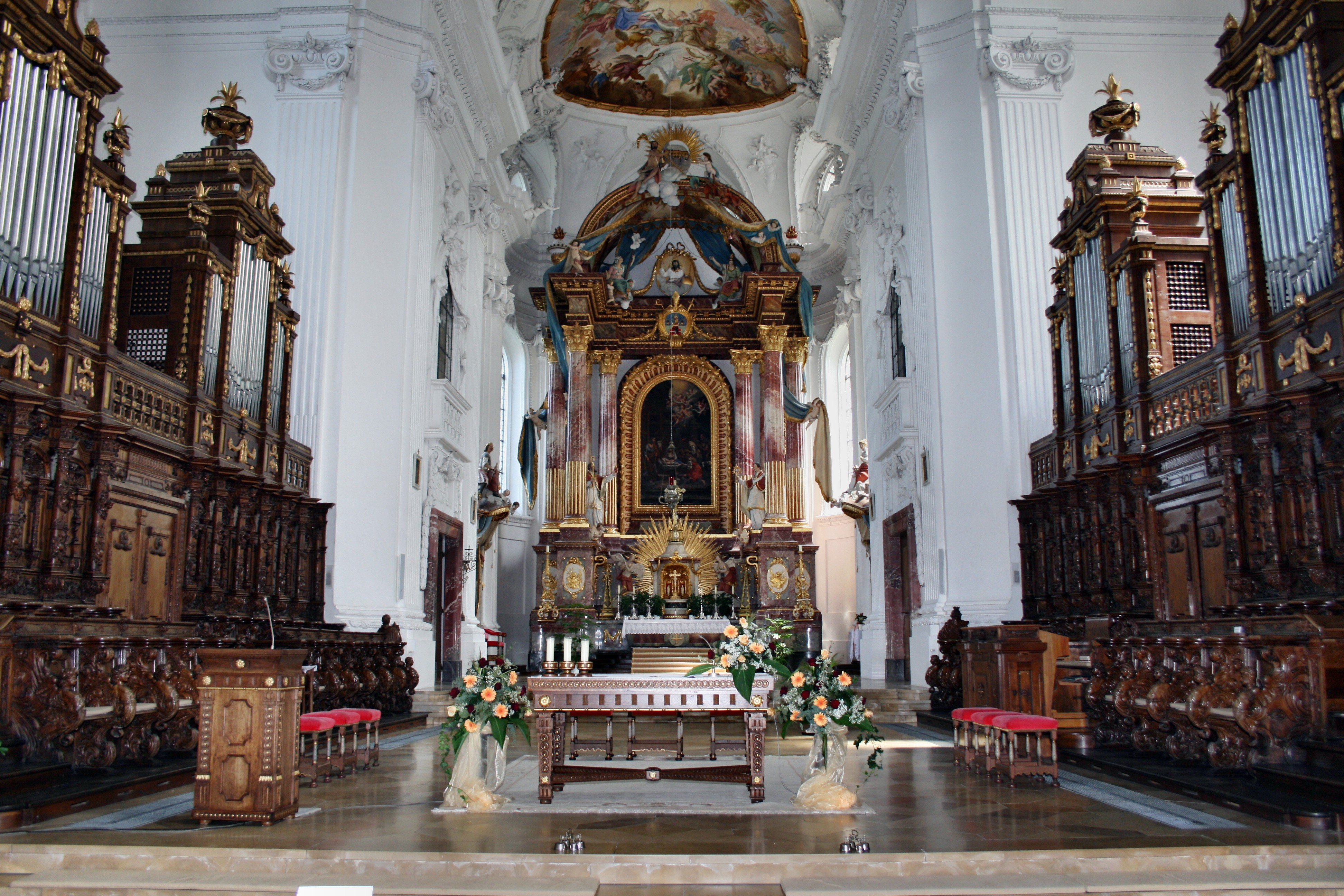
Місце хору в храмі в німецькому місті Рот-ан-дер-Рот

Хор (від грец. χορός — «місце співаків») — місце між середохрестям і апсидою у католицьких церквах, що було трохи підвищеним, відділялося огорожею або аркою із зображеннями розп'яття і предстоячих Богоматері та Івана Богослова (порівн. хори у православних церквах).

## Опис
Призначалося для півчих та духовенства, для якого влаштовувалися бокові ряди сидінь. Інколи охоплювало частину головної нави перед середохрестям. У пізніші періоди хор розташовувався не перед вівтарною частиною, а за нею.
Нерідко, особливо в соборах і монастирських церквах, хор буває розділений на дві частини: «верхній хор», що містить у собі головний вівтар, та, двома-трьома сходами нижче нього, «нижній хор», у якому з північної й південної сторін улаштовані сидіння для священиків і кліриків. Над одним з рядів цих сидінь знаходиться орган. Східний край хору або являє собою нічим не відгороджену від нього більшу напівкруглу або багатогранну нішу, або ж відокремлюється від зовнішніх стін цієї частини храму пілястрами, між якими й цими стінами є обхід з вінцем капел або без них.